# Arkas (planeta)
Arkas (41 Lyncis b, HD 81688 b) – planeta pozasłoneczna typu gazowy olbrzym orbitująca wokół gwiazdy Intercrus (HD 81688). Została odkryta 19 lutego 2008. Jej masa wynosi co najmniej 2,7 masy Jowisza, średnia odległość od gwiazdy 0,81 j.a., a okres orbitalny około 184 dni.

## Nazwa
Nazwa planety została wyłoniona w publicznym konkursie w 2015 roku. Wywodzi się ona z mitologii greckiej. Arkas był synem Kallisto, która została zamieniona w gwiazdozbiór Wielkiej Niedźwiedzicy, w którym znajduje się gwiazda (wbrew oznaczeniu Flamsteeda, nadanemu przed ustaleniem współczesnych granic gwiazdozbiorów). Nazwę tę zaproponował klub astronomiczny z Okayamy (Japonia).